# Waw consecutiva
La Waw Consecutiva es una teoría lingüística que pretende explicar ciertas peculiaridades de los verbos hebreos.
Waw es la conjunción hebrea que básicamente significa “y”. Nunca está sola, sino que siempre va unida a otra palabra (frecuentemente al verbo hebreo) para formar una sola palabra con ella. Se ha alegado, y todavía algunos alegan, que esta relación tiene el poder de pasar al verbo de un estado a otro, es decir, del imperfecto al perfecto (como se ha hecho en muchas traducciones bíblicas, incluso traducciones modernas, en Génesis 2:2, 3) o del estado perfecto al imperfecto. Este efecto se ha descrito también con la expresión “waw conversiva”. Esta aplicación incorrecta de la forma verbal ha llevado a mucha confusión y a la traducción errónea del texto hebreo
A través de los siglos los escriturarios se han asombrado ante la capacidad del idioma hebreo para expresar sucesos pasados mediante verbos en el estado imperfecto, y para expresar sucesos futuros mediante verbos en el estado perfecto. En un esfuerzo por explicar esta peculiaridad, desarrollaron la teoría de la Waw Consecutiva. Acerca de esta teoría, O. L. Barnes, en su obra escribió:

“El asunto ha sido complicado innecesariamente por la introducción de la doctrina de la Waw Consecutiva, y la adherencia servil a ella, o a su versión más antigua, la Waw Conversiva (el último nombre que se propone para esta es Waw Conservativa). En pocas palabras, aunque ha habido una variedad de modificaciones del tema, esta declara que la ‘y – Waw ?’ que aparece delante del primero de una serie de Verbos Hebreos consecutivos en el Tiempo Imperfecto, si va precedida de un Verbo Hebreo en el Tiempo Perfecto, indica que todos deben leerse o tomarse como Perfectos (en vez de lo que realmente son: Imperfectos), y viceversa, con tal que estén presentes, por supuesto, ciertas vocales relacionadas con la Waw ? en el Imperfecto”.
O. L. Barnes

En cuanto a la validez de esta teoría, O. L. Barnes escribió en la p. 1 de su obra :

“Bien pudiéramos preguntar por qué tiene la ‘y – Waw ?’ este extraño poder de conversión. Algunas gramáticas recientes, intentando evadir el absurdo, declaran que la ‘y – Waw ?’ no es realmente lo que tiene este poder de conversión, sino que es la clave o guía que debemos buscar como indicación de conversión; por eso, como resultado final, viene a ser precisamente la misma cosa. De lo que aquí se declara confío en que se desprenda claramente que en realidad la ‘y – Waw ?’ ni tiene este poder ni hay por qué adoptarla para explicar el cambio rápido, a veces abrupto, en la sucesión de los Tiempos Hebreos. En otras palabras, podemos despojarnos completamente de la mítica teoría de la Waw-Consecutiva inventada por unos gramáticos”.O. L. Barnes

Unos cien años atrás, Benjamin Wills Newton, en su obra declaró su firme oposición a la teoría de la Waw Consecutiva. Después de ofrecer un ejemplo de cómo traducir Gé 1:3-8, Newton concluyó:

“Por todo el capítulo se usa el futuro para denotar progresión. En nuestra traducción, con justa razón usamos el pretérito, porque mediante nuestro tiempo futuro no podemos marcar la progresión de modo similar. En el uso hebreo del futuro hay cierto carácter expansivo que nuestro futuro no tiene; y, por consiguiente, mayor exactitud en la declaración. Pudiera añadir que ciertamente no hay lugar en este capítulo para la teoría de la Vav conversiva, ni base para decir (puesto que nuestro futuro no puede adaptarse a la elasticidad del futuro hebreo) que por lo tanto el futuro hebreo debe ser privado de sus prerrogativas y conmutado en un pretérito. Me maravilla que alguien se haya aventurado a proponer algo tan ridículo”.
Benjamin Wills Newton